# Berja
Berja /'be̞rxä/ ist eine Stadt in der autonomen Region Andalusien im Süden Spaniens. Sie gehört zur Provinz Almería und hat 12.939 Einwohner (Stand: 2024). 
Die Stadt liegt in einem mit Weinstöcken bestandenen Tal. Die Entfernung zu Almería im Osten beträgt etwa 60 Straßenkilometer, die zu Adra an der Mittelmeerküste im Süden etwa 15 Kilometer. 
In Berja befinden sich sehenswerte Baudenkmäler aus dem 19. Jahrhundert: die Pfarrkirche und die Rathausfassade in einem originellen spätklassizistischen Stil. Von Berja aus kann man die drei Kilometer entfernte Wallfahrtskirche Virgen de Gádor und das sechs Kilometer entfernte Erholungsgebiet von Castala im Norden erreichen.
2015 wurde die Kommune Balanegra aus dem Gemeindegebiet gelöst und eigenständig. 